# Phường 9, Quận 3
Phường 9 là một phường cũ thuộc Quận 3, Thành phố Hồ Chí Minh, Việt Nam.
Phường 9 có diện tích 0,44 km², dân số năm 2021 là 17.768 người,  mật độ dân số đạt 40.381 người/km².
Đến ngày 1 tháng 1 năm 2025, phường 10 cùng quận đã được sáp nhập vào phường 9.

## Địa danh nổi tiếng
Một số địa danh nổi tiếng tại Phường 9:
- Ga Sài Gòn, số 1 Nguyễn Thông, Phường 9, Quận 3
- Nhà thờ Dòng Chúa Cứu Thế Sài Gòn, số 38 Kỳ Đồng, Phường 9, Quận 3
- Chùa Minh Đạo, số 3 Kỳ Đồng, Phường 9, Quận 3

### Cơ Quan Ngoại Giao
- Lãnh sự quán Romania, 56/4 Nguyễn Thông, phường 9, Quận 3
- Lãnh sự quán Síp, 149B Trương Định, phường 9, Quận 3

### Cơ sở Y Tế - Bệnh viện
- Bệnh viện Giao thông vận tải Thành phố Hồ Chí Minh, 136 Cách Mạng Tháng Tám, Phường 9, Quận 3
- Bệnh viện Tai Mũi Họng Thành phố Hồ Chí Minh, 153–155–157 Trần Quốc Thảo, Phường 9, Quận 3
- Bệnh viện Mắt Prima Saigon, thành viên Việt Nam đầu tiên của Hiệp hội Bệnh viện Mắt Thế giới, số 27 Kỳ Đồng,  Phường 9, Quận 3

Một số địa danh tại Phường 9, Quận 3
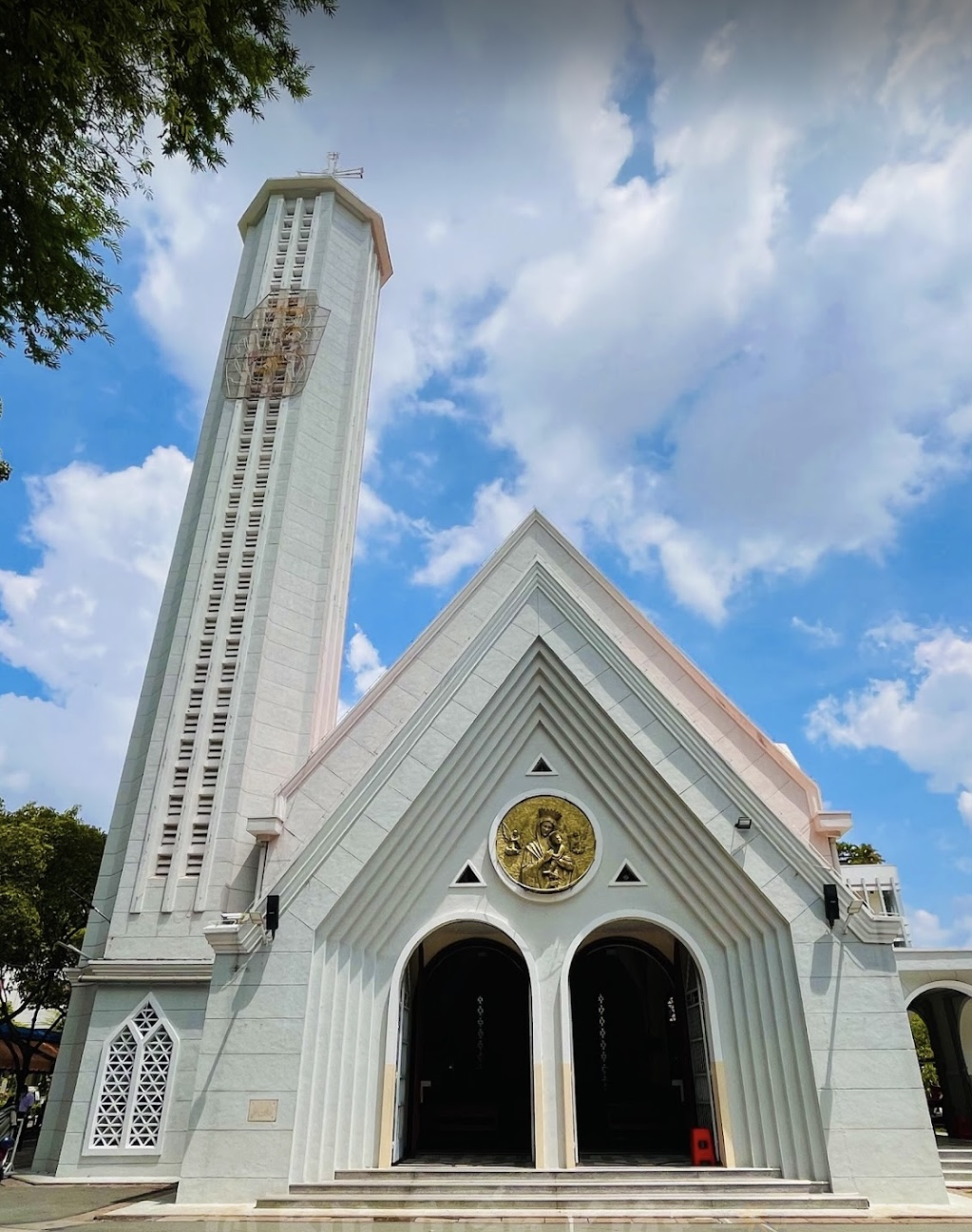
Nhà thờ Dòng Chúa Cứu Thế Sài Gòn
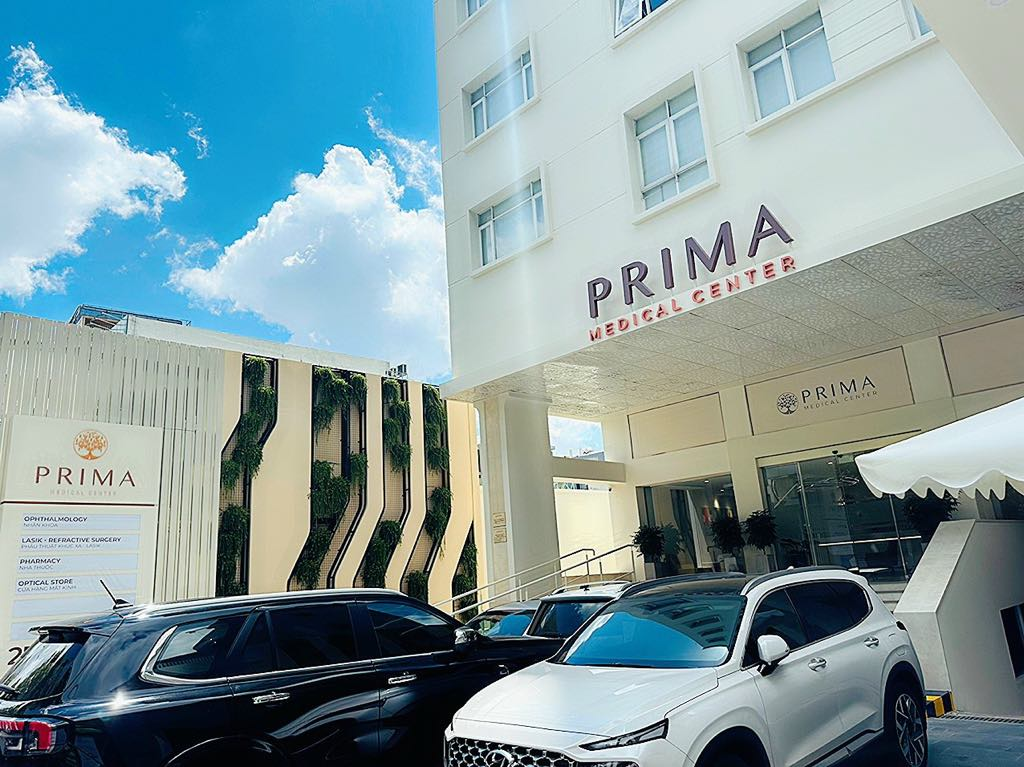
Bệnh viện Mắt Prima Sài Gòn, Tập đoàn Y khoa Hoàn Mỹ